# Pleuronectes putnami
Plie lisse
Espèce
Pleuronectes putnami, communément appelé Plie lisse, est une espèce de poissons osseux de la famille des Pleuronectidae.

## Aire de répartition

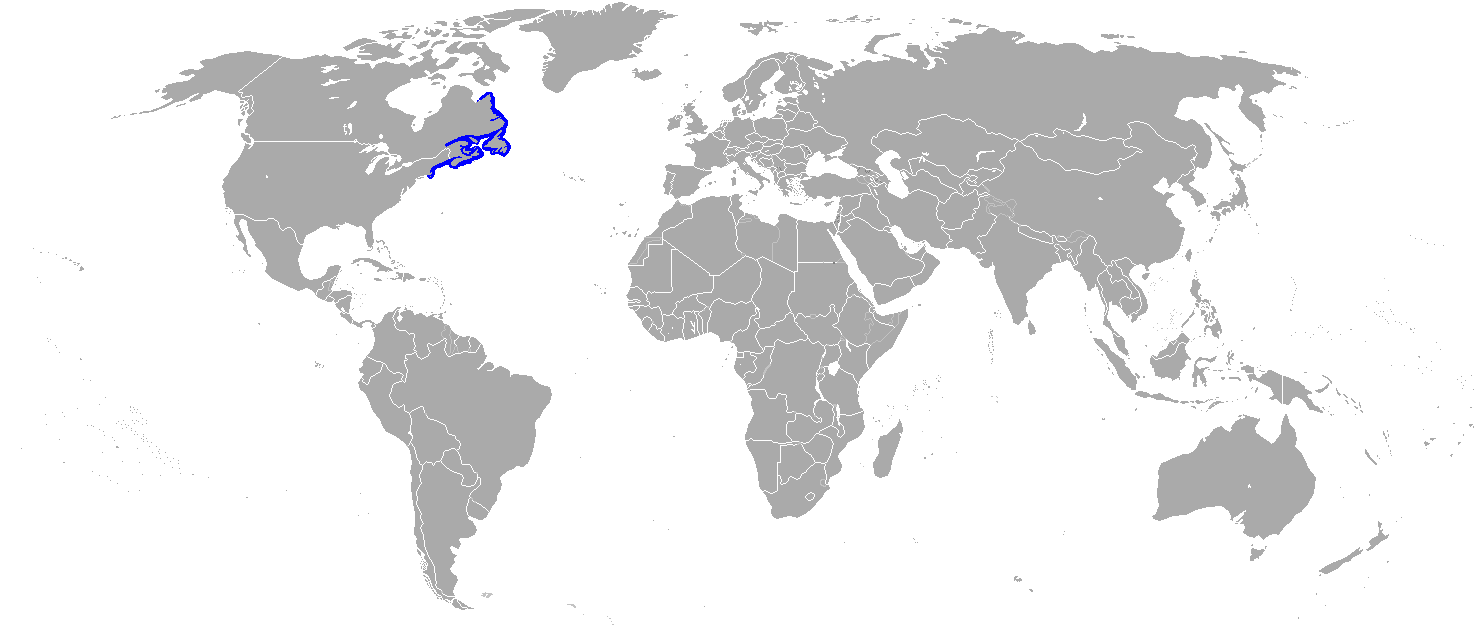
Aire de répartition

## Synonymes
- Euchalarodus putnami [Gill, 1864]
- Limanda putnami [Gill, 1864]
- Liopsetta putnami [Gill, 1864]